# Marion Aye
 Maryon Eloise Aye (Chicago (Illinois), 5 april 1903 - Hollywood (Californië), 21 juli 1951) was een Amerikaans actrice.
Aye werd geboren in Chicago en werd ontdekt door filmmaker Mack Sennett. Ze was voornamelijk in korte films te zien. De meeste films waren komische films of westerns. In 1922 was ze een van de WAMPAS Baby Stars.
Aye ging met pensioen in 1926 en werd al snel vergeten. Ze leefde afgezonderd van de buitenwereld en deed haar eerste zelfmoordpoging in 1935. Er volgden er meerdere. In 1951 werd een van haar zelfmoordpogingen haar fataal en stierf ze op 48-jarige leeftijd.